# Yūta Shimizu
Yūta Shimizu (japanisch 清水 悠太 Shimizu Yūta; * 9. Juni 1999 in Konan) ist ein japanischer Tennisspieler.

## Karriere
Shimizu spielte bis 2017 auf der ITF Junior Tour. In der Jugend-Rangliste erreichte er mit Rang 5 seine höchste Notierung. Bei Grand-Slam-Turnieren war er vor allem im Doppel erfolgreich, wo er 2016 bei den US Open das Halbfinale erreichte. Ein Jahr später unterlag er erst im Finale der Paarung Hsu Yu-hsiou und Wu Yibing. Zudem gewann er zweimal den Orange Bowl im Doppel.
Bei den Profis spielte Shimizu sein erstes Turnier 2016, wo er sich erstmals für die Weltrangliste qualifizierte. 2017 stand er in den Top 1000. Er spielte hauptsächlich auf der drittklassigen ITF Future Tour, wo er 2018 die ersten Titel (drei im Einzel, zwei im Doppel) gewann, die in Einzel und Doppel in die Top 400 am Jahresende führten. 2019 gewann er dieselbe Anzahl Titel noch einmal, wodurch sich sein Ranking unwesentlich änderte. Erfolg auf der höher dotierten ATP Challenger Tour hatte er im Einzel erstmals 2019 in Luizhou, wo er das Viertelfinale erreichte. In der verkürzten Saison 2020 gewann er im Einzel zwei weitere Titel und stieg auf sein Karrierehoch von Rang 313. 2021 gab e sein Debüt für die japanische Davis-Cup-Mannschaft, für die er gegen Pakistan einen Sieg beisteuern konnte.
2022 gewann er zwar drei Einzel-Future-Titel, bei Challengers überstand er aber nie die zweite Runde, wodurch er in der Rangliste an Plätzen verlor. Im Doppel gelang ihm ein Durchbruch. Acht Titel gewann er, wovon fünf auf der Future Tour gewonnen wurden. Die anderen drei gewann er bei Challengers in Bangkok, Kōbe und Yokkaichi. Ein viertes Finale in Sydney verlor er. Das Jahr beendete er auf Platz 183 im Doppel, so hoch wie nie. Den einzigen Einsatz auf der ATP Tour hatte Shimizu in Tokio, wo er sich in der Einzel-Qualifikation durchsetzte, wo er u. a. Nicolás Jarry, den Weltranglisten-105. besiegte, und ins Hauptfeld einzog. Dort unterlag er Hiroki Moriya.

## Erfolge
| Legende (Anzahl der Siege) |
| Grand Slam                 |
| ATP Finals                 |
| ATP Tour Masters 1000      |
| ATP Tour 500               |
| ATP Tour 250               |
| ATP Challenger Tour (8)    |

### Einzel

#### Turniersiege
| Nr. | Datum             | Turnier  | Belag     | Finalgegner | Ergebnis       |
| --- | ----------------- | -------- | --------- | ----------- | -------------- |
| 1.  | 24. November 2024 | Yokohama | Hartplatz | Li Tu       | 6:74, 6:4, 6:2 |

### Doppel

#### Turniersiege
| Nr. | Datum             | Turnier    | Belag         | Partner         | Finalgegner                           | Ergebnis          |
| --- | ----------------- | ---------- | ------------- | --------------- | ------------------------------------- | ----------------- |
| 1.  | 3. September 2022 | Nonthaburi | Hartplatz     | Benjamin Lock   | Francis Alcantara Christopher Rungkat | 6:1, 6:3          |
| 2.  | 19. November 2022 | Kōbe       | Hartplatz (i) | Shinji Hazawa   | Andrew Harris John-Patrick Smith      | 6:4, 6:4          |
| 3.  | 26. November 2022 | Yokkaichi  | Hartplatz     | Hsu Yu-hsiou    | Masamichi Imamura Riō Noguchi         | 7:62, 6:4         |
| 4.  | 10. Februar 2024  | Burnie     | Hartplatz     | Benjamin Lock   | Blake Bayldon Kody Pearson            | 6:4, 7:64         |
| 5.  | 27. April 2024    | Shenzhen   | Hartplatz     | James Trotter   | Wang Aoran Zhou Yi                    | 7:65, 7:64        |
| 6.  | 24. August 2024   | Jinan      | Hartplatz     | Chung Yun-seong | Riō Noguchi Edward Winter             | 6:3, 6:75, [10:6] |
| 7.  | 20. April 2025    | Busan      | Hartplatz     | Riō Noguchi     | Ray Ho Matthew Romios                 | 7:67, 6:4         |